# 小野和哉
小野 和哉（おの かずや）は、日本の精神科医。専門は、精神療法学・精神病理学・児童思春期精神医学。

## 略歴
- 1990年 香川大学医学部医学科卒業。東京慈恵会医科大学精神医学講座入局、助手、成増厚生病院勤務、東京慈恵会医科大学精神医学講座　専任講師　准教授を経て
- 現在　聖マリアンナ医科大学　神経精神科学教室　特任教授　　東京慈恵会医科大学精神医学講座　客員教授

## 著訳書
- 失われし自己を求めて（誠心書房・共訳）
- 弁証法的行動療法実践マニュアル―境界性パーソナリティ障害への新しいアプローチ（金剛出版・翻訳）
- 保育・子育てQ&A―保護者と保育者がいっしょに考えて解決していくために（ひかりのくに・監修）
- 図解 よくわかる大人の発達障害（ナツメ社・共著）
- 図解 よくわかる思春期の発達障害（ナツメ社・共著）
- 片づけられない大人たちのハッピー・マニュアル（日東書院本社・共著）
- マスコミ精神医学（星和書店・共著）
- 家庭医学（法研・共著）